# Aythya
Aythya este un gen de rațe scufundătoare, care conține douăsprezece specii descrise. Denumirea de Aythya provine din greaca veche, unde aithuia s-ar putea referi la o rață marină sau la o specie de alcide.

## Specii
- Aythya affinis
- Aythya americana
- Aythya australis
- Aythya baeri
- Aythya collaris
- Aythya ferina - rața cu cap castaniu
- Aythya fuligula - rața moțată
- Aythya innotata
- Aythya marila
- Aythya novaeseelandiae
- Aythya nyroca - rața roșie
- Aythya valisineria

## Galerie

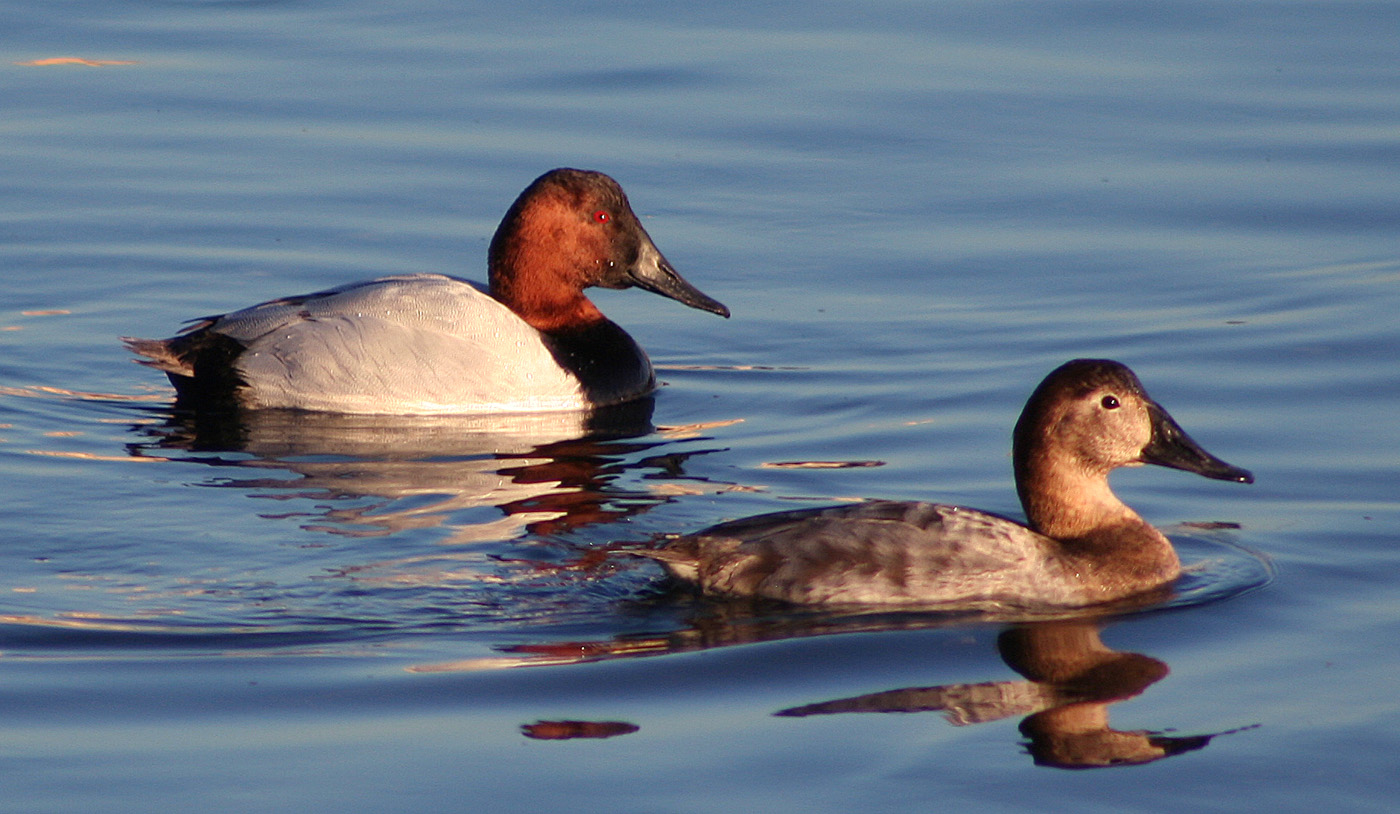
Aythya valisineria
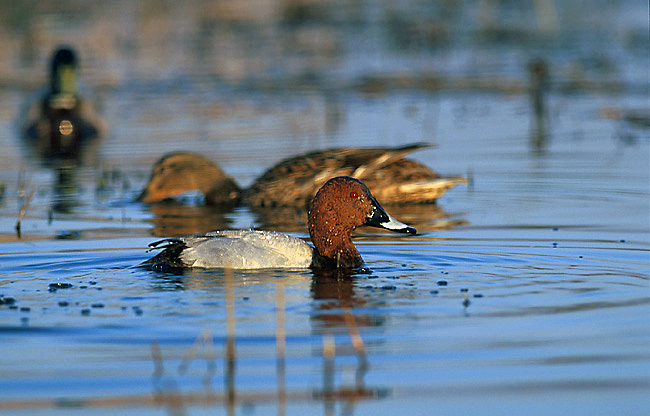
Aythya ferina
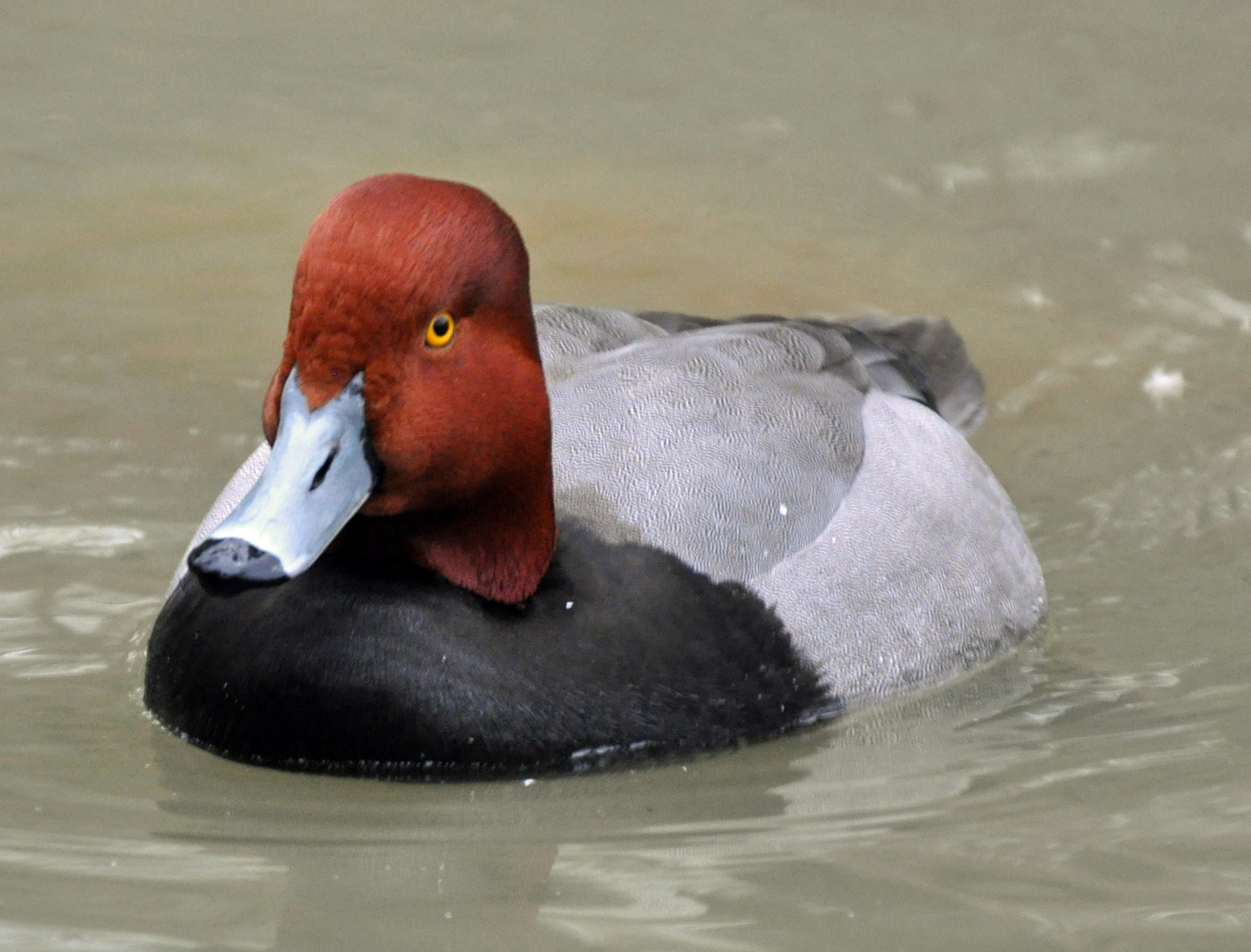
Aythya americana
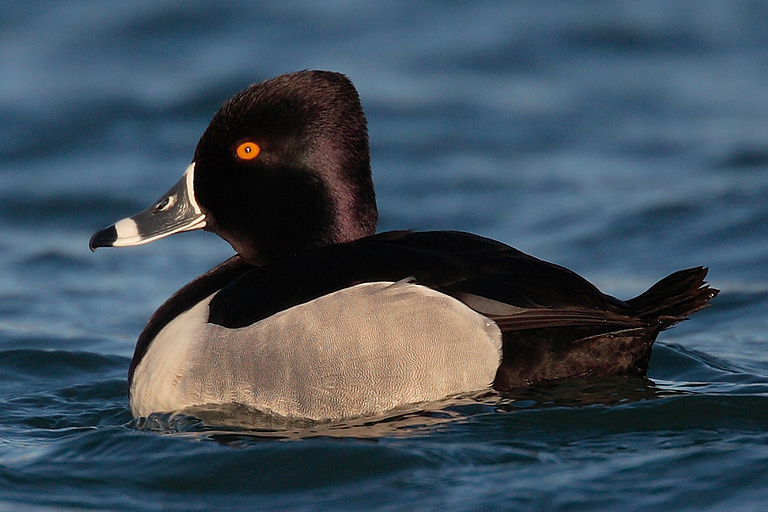
Aythya collaris
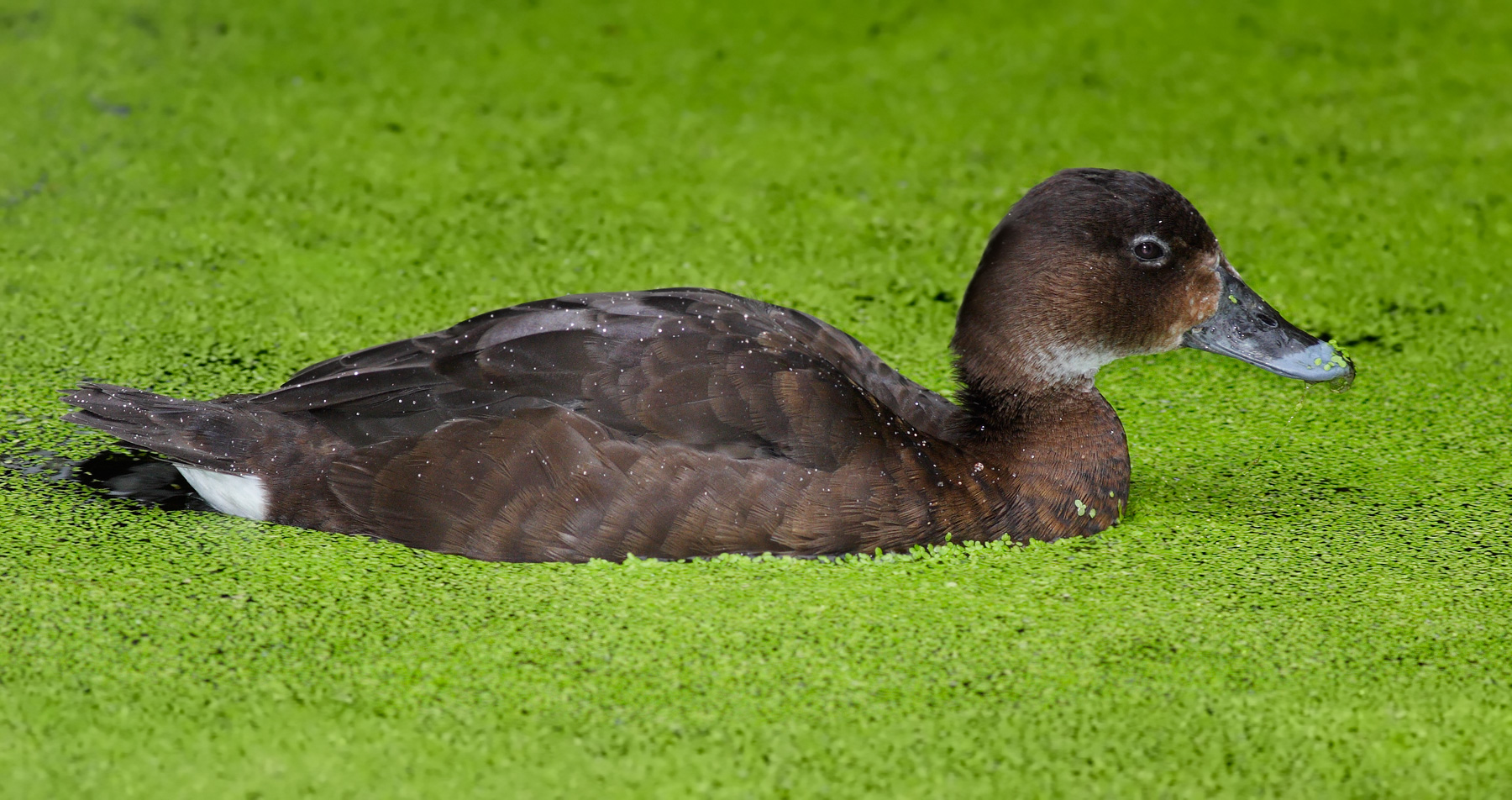
Aythya australis
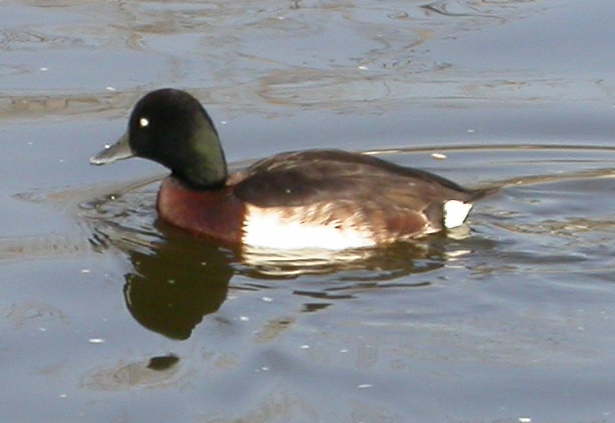
Aythya baeri
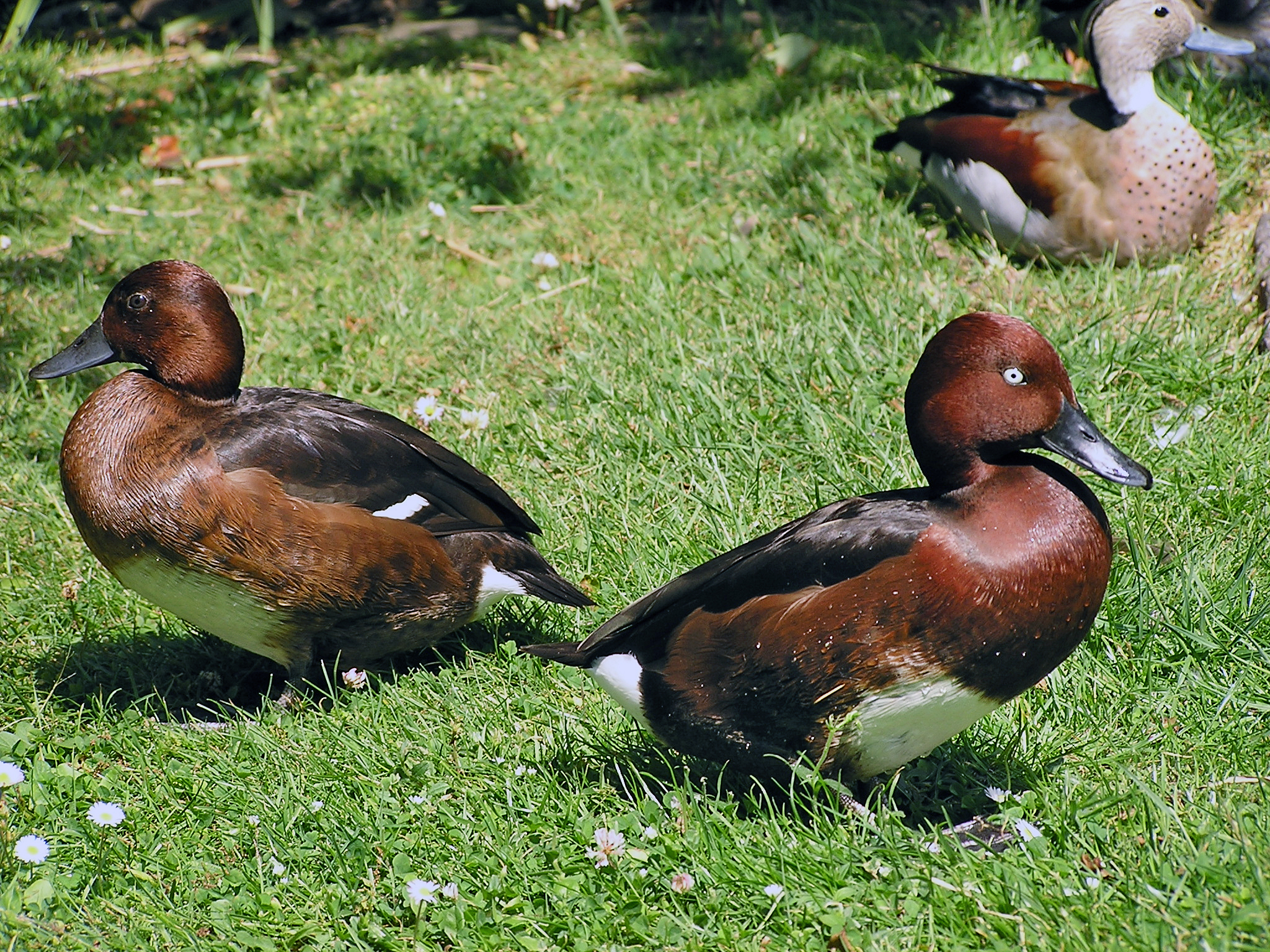
Aythya nyroca
Aythya innotata
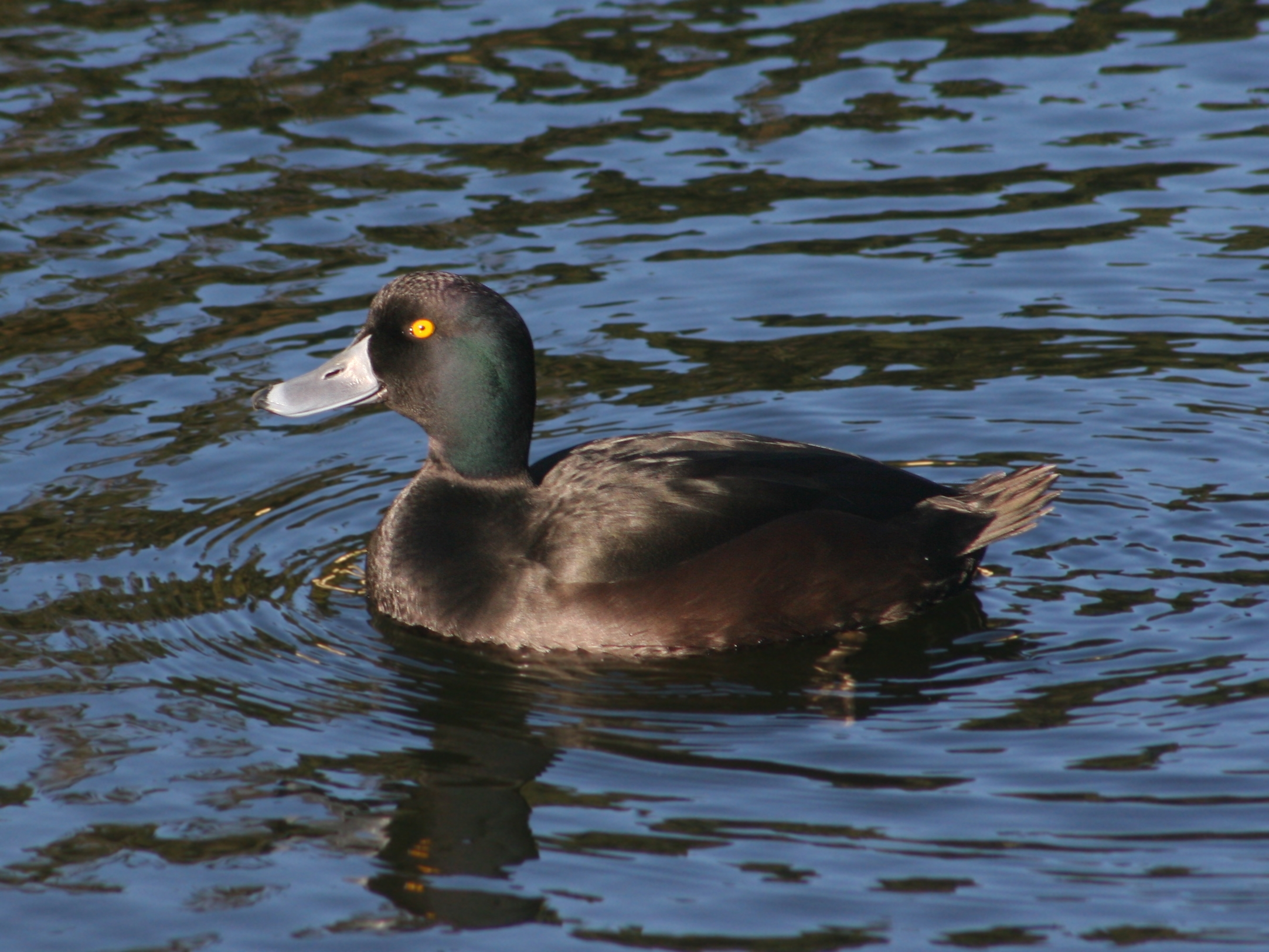
Aythya novaeseelandiae
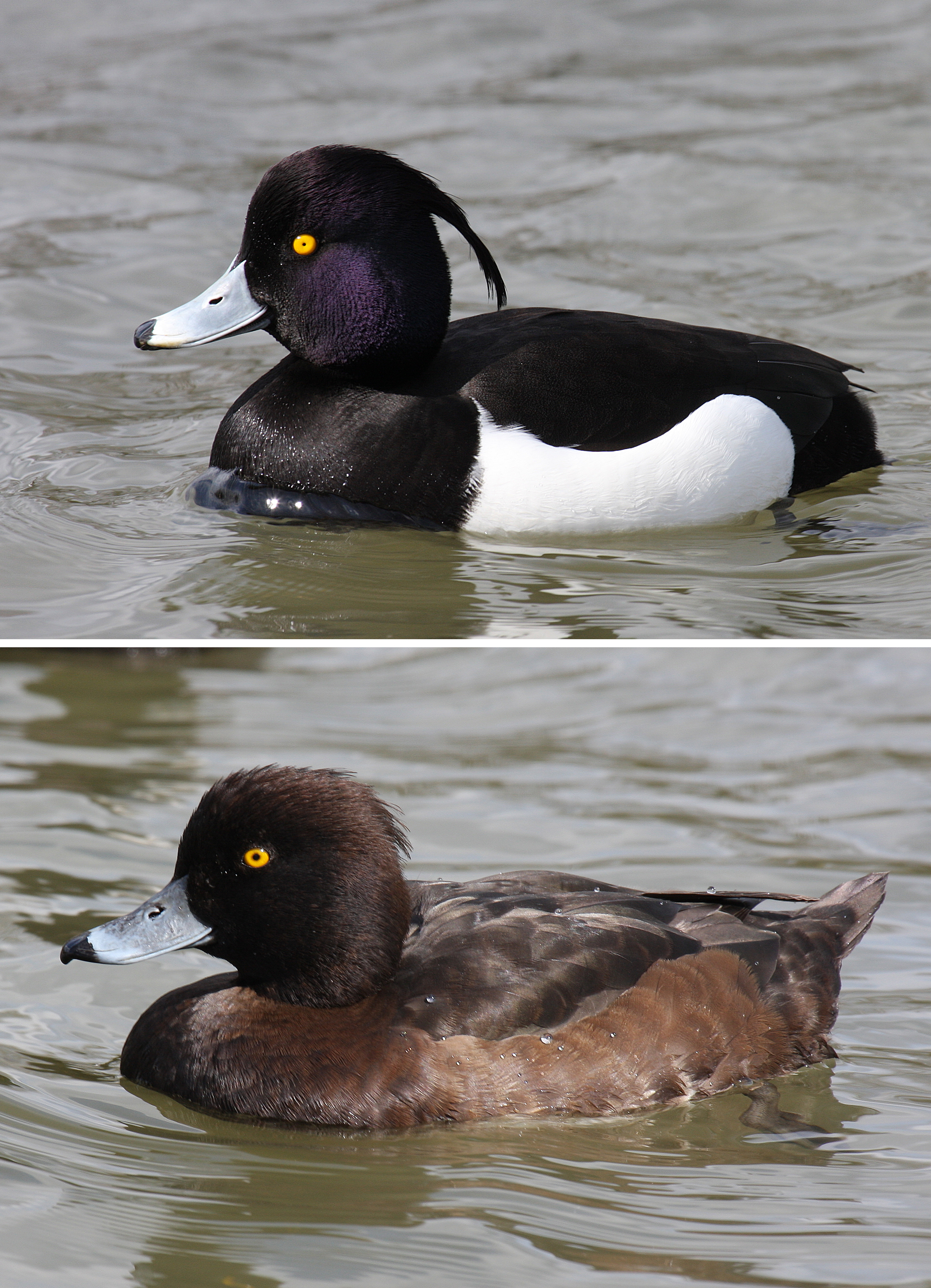
Aythya fuligula
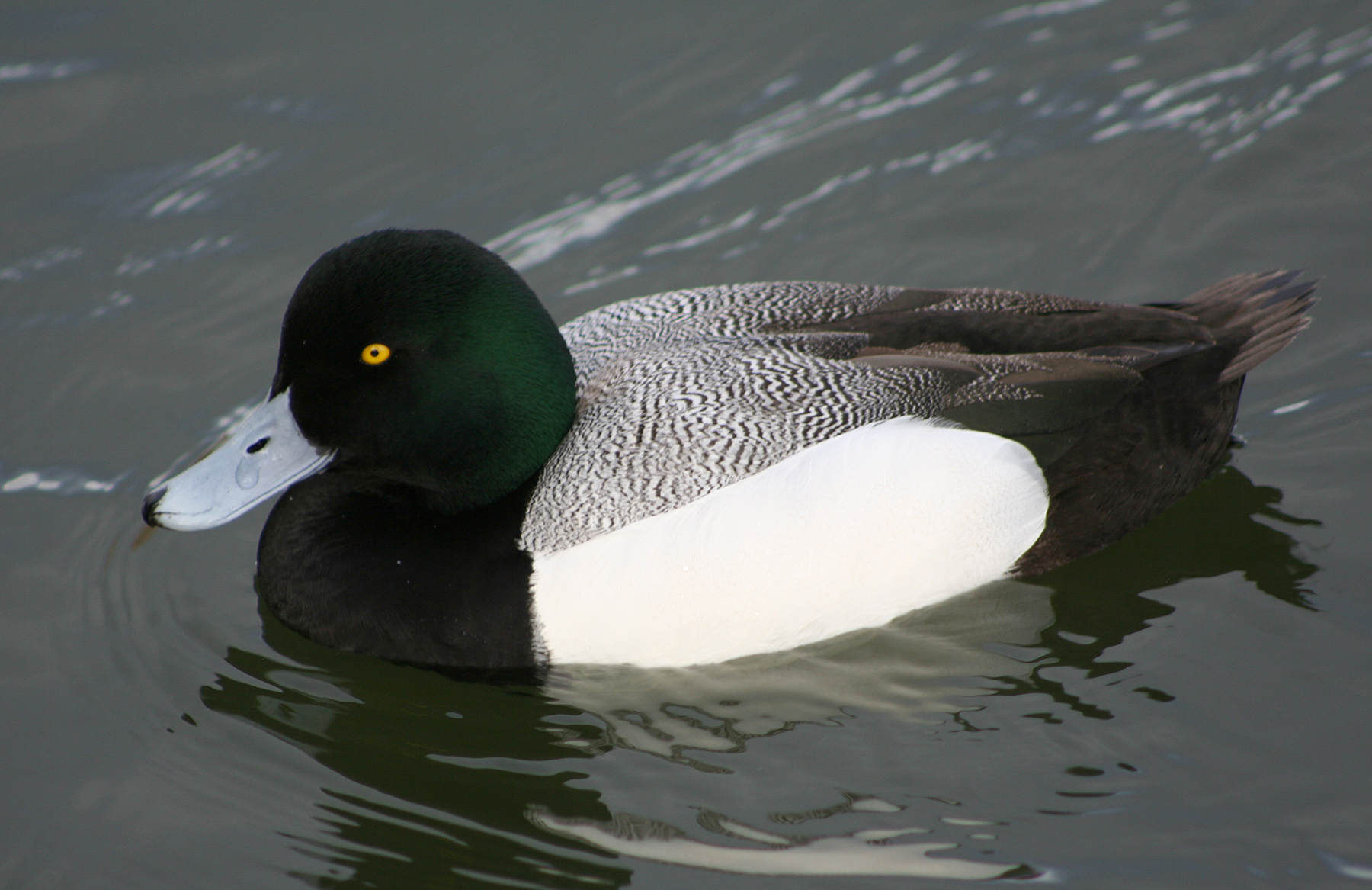
Aythya marila
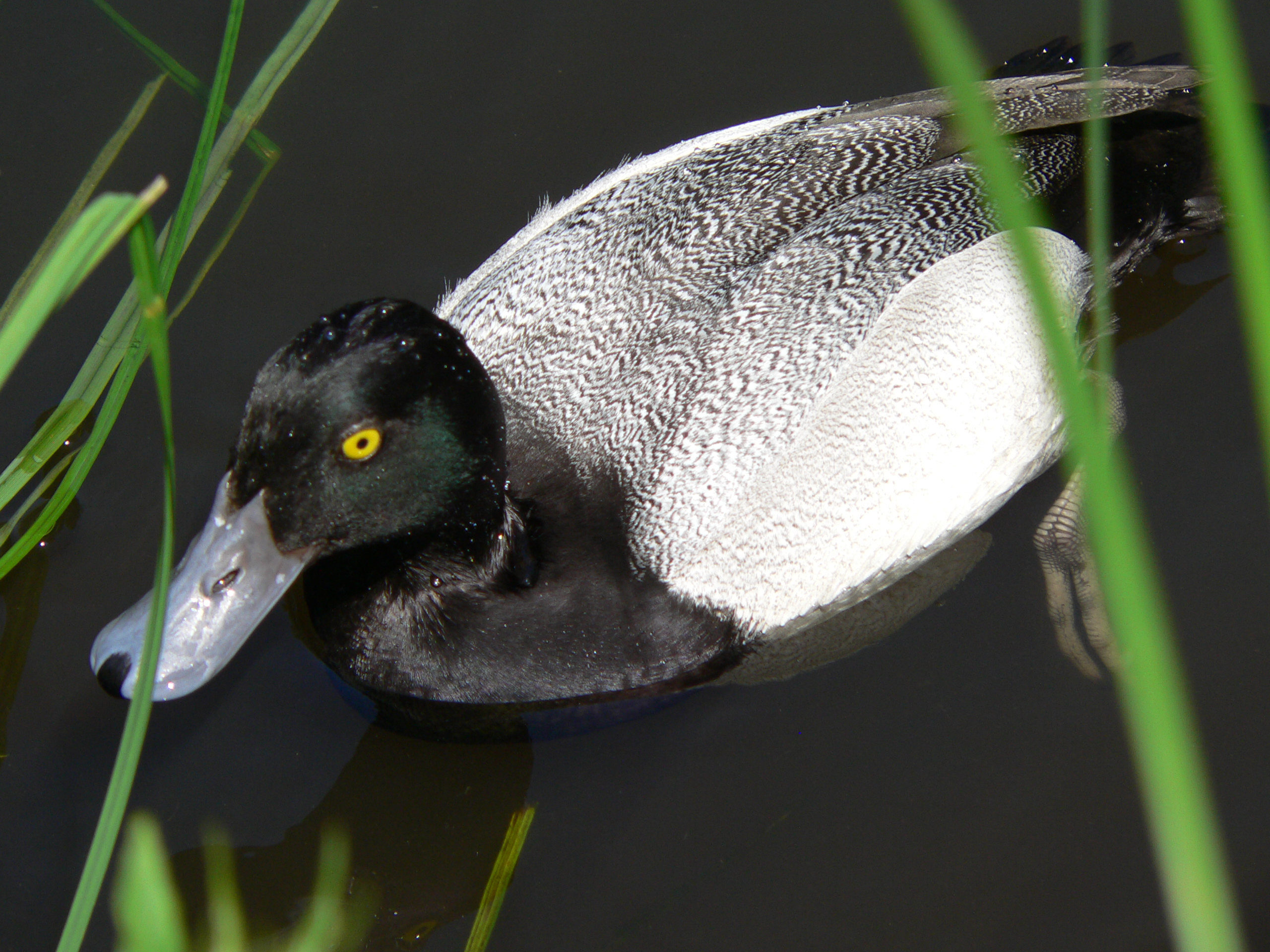
Aythya affinis